# 공공의 적 (영화)
"공공의 적"(영어: Public Enemy, 公共- 敵)은 2002년 대한민국 범죄 영화이다.

## 줄거리
영화의 줄거리는 거칠고 제멋대로인 형사 강철중과 사이코패스 살인자 조규환의 대결을 다룬다. 강철중은 뇌물을 받고 범죄자로부터 마약을 훔치는 전형적인 안티히어로 형사이다. 그의 경력은 침체되어 있으며 내사는 그의 행동을 조사하고 있다. 반면 조규환은 성공적인 사업가이자 가장으로 살고 있다. 하지만 그의 차가운 외면 뒤에는 타인에 대한 완전한 무시를 드러내며, 사소한 오해에도 사람들을 살해한다.
두 주인공은 조규환이 금전적인 이유로 부모를 잔인하게 살해한 직후 어두운 골목에서 우연히 만난다. 조규환은 처음에는 부모에게 유산을 자신에게 남겨달라고 부탁했지만, 나중에는 애원하기 시작했다. 부모가 거절하자 조규환은 칼을 들고 두 사람을 수십 차례 찔렀다. 그는 시신 주위에 밀가루를 뿌리고 샤워를 하며 과도한 피를 씻어냈다. 그리고는 살인 도구를 버리기 위해 걷기 시작했다. 강철중은 관련 없는 잠복 근무 중에 어두운 골목에서 용변을 보다가 조규환과 마주쳤고, 조규환은 강철중의 얼굴을 칼로 베었다.
강철중은 나중에 살인 사건 수사에 합류하지만, 조규환의 얼굴을 제대로 보지 못했기 때문에 그를 알아보지 못한다. 그의 직감은 조규환에게 뭔가 이상한 점이 있다고 말해주고, 강철중은 그를 스토킹하기 시작한다. 강철중은 곧 조규환이 살인자라고 확신하지만, 아무도 그의 주장을 믿지 않는다. 그는 결국 경찰에서 해고되어 교통 경찰이 된다.
결국, 강철중은 살인 현장에서 결정적인 증거인 부러진 손톱을 발견하고 조규환과 맞선다. 이는 두 사람이 싸움으로 이어지고, 강철중이 조규환을 때려죽이는 것으로 끝난다. 강철중은 경찰에 복직되고, 마지막에 그의 내사 보고서는 그가 "점점 나아지고 있다"고 보고한다.

## 개요
- 강우석 감독의 4년만의 감독 복귀작이며, 주연은 막무가내 지독한 꼴통형사 설경구(강철중 역), 극악 무도한 패륜아 펀드매니저 이성재(조규환 역)가 맡았다. 2002년 1월 25일 개봉해, 청소년 관람불가라는 등급 판정에도 전국관객 300만의 흥행성적을 올렸으며, 주, 조연 배우들의 연기가 상당히 인상적인 편이다.
- 설경구가 2002년 제38회 백상예술대상에서 배우로서는 이례적으로 1994년 안성기에 이어 사상 2번째로 영화부분 대상을 수상하였다.

## 캐스팅
(†)표시는 영화 상에서 사망한 인물이다.

### 주인공
- 설경구 : 강철중 역 - 본작의 주인공. 서울강동경찰서 강력2반이자 부패형사.
- 이성재 : 조규환 역(†) - 본작의 만악의 근원이자 최종 보스. 부모집에 찾아가서 얼마를 어떻게 자회원을 살리려고 했으나 그만 아버지와 말다툼끝에 나가버리고 또 다시 범행을 하려고 판쵸우의와 흉기(칼)를 준비하면서 부모집에 찾아가 부모님을 흉기(칼)로 살해까지 한 후 피를 흘려내서 부모님을 숨지게 함. 그리고 아침에 피를  흘린 부모님에게 밀가루를 잔뜩뿌려놓고 달아나게 됨.마지막에는 강철중과 한강에서 싸움을 하게 되고 강철중에 의해 얼굴에 피를 흘린 채 마약을 맞고, 사형선고를 받아 사형을 당해서 사망한다.

### 주변 인물
- 강신일 : 엄충일 반장 역
- 김정학 : 김영수 역
- 도용구 : 남 형사 역
- 안내상 : 이 형사 역
- 이문식 : 이안수 역
- 성지루 : 대길 역
- 유해진 : 용만 역
- 유명순 : 철중 모 역
- 김경은 : 강아름 역 - 철중의 딸
- 김다운 : 강다운 역 - 철중의 딸
- 김윤아 : 용만 둘째딸 역
- 김희선 : 용만의 동료 역

### 그 외 인물
| - 이정헌 : 끈끈이 역 - 기주봉 : 송행기 역(†) - 철중(설경구 분)과 차를 타고 옥계항에 도착하다 혼자 권총으로 자살을 차 안에서 하고 사망. 하차. - 오승명 : 조명철 역 - 문을 열어주다 괴한 규환(이성재 분)에게 그만 칼(흉기)에 맞고 피를 흘려 사망. 아침에 피를 흘린 채 밀가루에 잔뜩 맞음. 국과수에 발견 됨. - 박승태 : 김영순 역 - 아버지 명철과 함께 같이 규환에게 칼(흉기)에 맞고 사망을 함. 밀가루에 잔뜩 맞음. 국과수에 발견 됨. - 서태화 : 최형도 역 - 양은용 : 영신 역 - 이석구 : 박 반장 역 - 안진수 : 고흥식 역 - 뷔페에서 우유 쏟아져서 그만 웃다가 집에 혼자 있다 문을 열어준 후 규환에게 흉기에 찔러 피를 흘려 밀가루를 맞게 됨. - 양재성 : 지부장 역 - 윤문식 : 전우철 역 - 김경룡 : 김덕송 역 - 김강일 : 최두식 역 - 권병길 : 국과수 과장 역 - 안석환 : 감식반장 역 - 홍순창 : 교통계장 역 - 전수경 : 생수 아줌마 역 - 원웅재 : 목욕탕 사내 역 - 임승대 : 윤 실장 역 - 이칸희 : 규환 아내 역 - 김태환 : 노점상 역 - 전홍렬 : 감찰과 감시 역 - 민경진 : 콜라텍 사장 역 - 정기성 : 정 순경 역 - 권태원 : 최 형사 역(†) - 범인을 잡으려다가 그만 범인에게 칼(흉기)에 맞고 사망. 순직. - 유형관 : 택시기사 역(†) - 규환이 와서 남의 차를 들이받아 부딪쳤다고 차에 내려서 규환에게 화풀이를 하다가 사과까지 하라고 하면서 명함을 받음. 규환에게 돌에 맞다 사망. - 한성식 : 국과수 연구원 역 - 이정학 : 국과수 직원 1 역 - 조규성 : 국과수 직원 2 역 | - 최민금 : 교통위반 아줌마 역 - 고태산 : 용산서 반장 역 - 김기범 : 용산서 형사 1 역 - 김경식 : 용산서 형사 2 역 - 김민경 : 흥식 처 역 - 김춘기 : 흥식 동료 역 - 조동신 : 빚쟁이 역 - 방정식 : 강간범 역 - 박준서 : 사내 역 - 변신호 : 식당 아줌마 역 - 정종현 : 형사 1 역 - 이충희 : 형사 2 역 - 조용수 : 형사 3 역 - 김병인 : 감찰과 직원 역 - 김하은 : 용만 여자 친구 역 - 박소정 : 영신 친구 역 - 허명행 : 고기 역 - 명영호 : 시체실 직원 역 - 최돈규 : 칼장수 역 - 정봉연 : 깍두기 1 역 - 이홍표 : 깍두기 2 역 - 전진태 : 깍두기 3 역 - 서지오 : 깍두기 4 역 - 서범식 : 깍두기 5 역 - 금종택 : 깍두기 6 역 - 조영민 : 세진 역 |

## 스탭
- 감독 : 강우석
- 제작 : 강우석
- 프로듀서 : 이민호, 지미향
- 조감독 : 강지은, 백상열, 명영호, 심혁, 서원태
- 기록 : 이정화
- 각본 : 백승재, 정윤섭, 김현정, 채윤석
- 원안 : 구본한
- 촬영 : 김성복
- 촬영부 : 김용흥, 김송민, 이춘희, 김종선, 이춘희, 김종선, 강상모
- 조명 : 신학성
- 조명부 : 지길수, 김연주, 최성진, 홍승표, 전병윤, 서종해, 김형석, 김성한, 최선영, 최준규
- 스틸 : 어상선, 박남식, 최성희
- 프로듀서 : 지미향, 이민호
- 제작실장 : 이정화
- 제작부장 : 조영민
- 제작진행 : 국수란, 김진휘, 김기수, 강영웅, 이준원
- 제작관리 : 홍선영, 최선희
- 동시녹음 : 김원용
- 음악 : 조영욱, 이우준
- 미술 : 오상만, 배무철
- 특수효과 : 정도안
- 특수효과팀 : 유영일, 김태의, 박경수, 차충기
- 특수분장 : 신재호
- 특수분장팀 : 곽태용, 장수림, 강경애, 홍현석, 장종규
- 특수의상 : 설용근, 최영애
- 시각효과 : EON 디지털 필름
- FX 디자이너 : 김태훈, 이전형, 박경열, 한영우, 정성진, 최재천
- 분장 : 배미남
- 의상 : 윤영경
- 편집 : 고임표
- 소품 : 정민영
- 네가편집 : 최현숙
- 붐오퍼레이터 : 김세정
- 무술감독 : 정두홍
- 사운드감독 : 김석원
- 사운드슈퍼바이저 : 김창섭
- 사운드이펙트 : 김태하, 박주강
- 현상 : 세방현상소
- 텔레시네 : 와이드비젼
- 색보정 : IMAGICA 현상소
- 메이킹 : 픽셀프로덕션
- 마케팅책임 : 조옥희
- B카메라 : 문용식, 황서식, 나승용, 이승규, 김병선, 이승우, 홍승완, 조아선, 윤성원
- 녹음팀 : 선훈, 오성진, 이호원, 배정률, 박영만
- 다이얼로그 : 최은아, 홍윤성
- 폴리녹음 : 김학준, 박준오
- 돌비 컨설턴트 : 김재경
- 홈페이지 : 카인드인포
- 포스터 : 오형근
- 마케팅실무 : 박주영, 정용욱
- 이성재 스타일리스트 : 이상봉, 오경아
- 운송 : 이경형, 송흥욱
- 발전차2 : 서지현
- 촬영렉카 : 우민호
- 특수차량대여 : 금호상사
- 스퀴즈 코디네이터 : 조명배
- 자막 : 주광동
- 필름 : 홍성곤
- 설경구 매니저 : 방경일, 김인준
- 이성재 트레이너 : 허훈
- 디자인 : 디자인21
- 프로덕션 디자인 : 최병근
- 그립기자재 : 영상시대
- 오퍼레이터 : 김학수, 정재호
- 돌비그립 : 이종오, 김문수
- 무술팀 : 정봉연, 김민수, 서범식, 금종택, 이홍표, 서지오, 지중현, 박주천, 김진호, 윤정석, 박성규, 허명행
- 스테디캠 : 김석진, 이대엽, 신일수
- 타투 아티스트 : 이창희
- 타투 메이크업 : 장진, 김희승, 송은규
- 지미짚 : 신진
- 조명크레인 : 칠성크레인
- 촬영장비대여 : 신영필름
- 조명장비대여 : 한솔데이라이트
- 해외세일즈 : 문혜주, 이용신, 정현진, 임윤주, 김태완
- 회계 : 이상엽, 김동숙, 양선옥
- 배급 : 최용배, 이하영, 김동현, 이화배
- 보조출연 : 나눔기획 김병인팀장, I.D 이상윤대리, MTM 남권우대리

## 일본판 성우진
- 테라소마 마사키: 강철중(설경구)

## 수상 정보
- 2002년 제38회 백상예술대상 영화부문 대상 설경구
- 2002년 제10회 춘사영화상 남우조연상 강신일
- 2002년 제39회 대종상 남우주연상 설경구
- 2002년 제23회 청룡영화상 남우주연상 설경구
- 2002년 제5회 디렉터스 컷 시상식 올해의 남자연기자상 설경구
- 2003년 제26회 황금촬영상 최우수 인기남우상 설경구

## 사운드 트랙
2002년 1월에 발매한 공공의 적 2 OST는 조영욱이 참가하였다. 락레코드에서 발매된다.
| 곡 제목 |
| 1. 공공의 적 2. 니가 형사냐? 3. 형사 4. 잠복근무 5. 사요나라 철중! 6. 철중 Vs 규환 7. 양아치 8. The Bad and the Ugly Trilody 1 9. The Bad and the Ugly Trilody 2 10. The Bad and the Ugly Trilody 3 11. 손톱 12. Pubilc Enemy 13. 나도 형사냐 |
| --- |

## 시리즈
- 공공의 적 2
- 강철중: 공공의 적 1-1